# Iglesia de Santa María de Beariz
La iglesia de Santa María de Beariz (Beariz, Orense) es una iglesia católica parroquial construida en el siglo XVII, aunque ha sido sometida a continuas obras de reformación y arreglos, eliminando así algunos elementos constructivos y ornamentales que la caracterizaban.
Su retablo original, de estilo barroco, fue construido por el tallista Francisco de Vega con madera de castaño. 

## Diseño
La iglesia posee una sola nave con una bóveda de cañón, y arcos de medio punto. En el interior, destaca principalmente un retablo barroco. 
En la fachada principal sobresale el campanario y la figura de la Virgen con motivos ornamentales, que enmarcan la figura.